# Idéalisme absolu

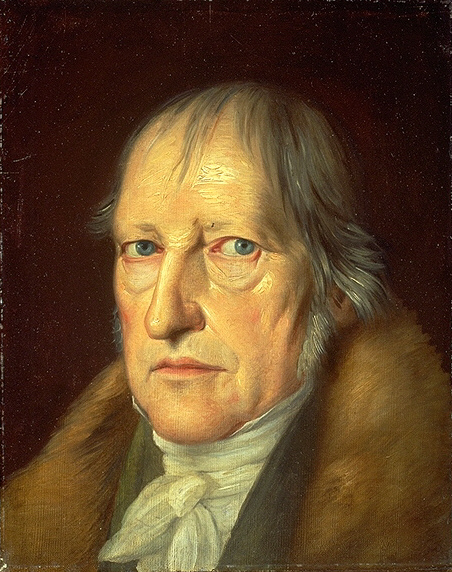
Portrait de Hegel, réalisé en 1831.

Pour les articles homonymes, voir Idéalisme.
L'idéalisme absolu est une philosophie ontologique moniste attribué à Georg Hegel. C'est le compte rendu de Hegel de comment l'être est en fin de compte compréhensible comme un tout. Hegel affirme que pour que le sujet pensant soit capable de connaître son objet, il doit y avoir une identité entre la pensée et l'être. Autrement, le sujet n'aurait jamais accès à l'objet et nous n'aurions aucune certitude sur n'importe laquelle de nos connaissances du monde. Pour représenter les différences entre la pensée et l'être, aussi bien que la richesse et la diversité de chacun, l'unité de la pensée et de l'être ne peut pas être exprimée comme l'identité abstraite « A=A ».
L'idéalisme absolu est une tentative pour démontrer cette unité utilisant une nouvelle méthode philosophique « spéculative », qui exige de nouveaux concepts et règles de logique. Selon Hegel, la raison absolue de l'être est essentiellement une dynamique, le processus historique de nécessité qui se déroule isolément de formes de plus en plus complexes d'être et de conscience, en fin de compte provoquant toute la diversité dans le monde et dans le concept avec lequel nous pensons et saisissons la signification du monde.
L'idéalisme absolu était dominant au XIXe siècle en Allemagne, en Grande-Bretagne et, en moindre mesure, aux États-Unis. La position de l'idéalisme absolu devrait être distinguée de l'idéalisme subjectif de Berkeley, de l'idéalisme transcendantal de Kant ou de l'idéalisme objectif de Fichte et de Schelling.   

## Enseignements
Pour Hegel, l'interaction des opposés produit de façon dialectique tous les concepts que nous utilisons pour comprendre le monde. De plus, ce développement se produit non seulement dans l'esprit individuel, mais aussi dans l'Histoire. Dans la Phénoménologie de l'esprit, par exemple, Hegel présente l'histoire de la conscience humaine comme un voyage à travers les étapes de l'explication du monde. Chaque explication successive crée des problèmes et des oppositions entre elles, amenant à des contradictions qui peuvent seulement être surmontées en adoptant une vue qui peut traiter ces oppositions. À la base de l'esprit se trouve un développement rationnel. Cela signifie que l'absolu lui-même est précisément ce développement rationnel. L'affirmation que "toute la réalité est esprit" signifie que la réalité s'ordonne rationnellement et, se faisant, crée aussi les oppositions que nous y trouvons. Même la nature ne diffère pas de l'esprit puisqu'elle-même est ordonnée par les déterminations que nous donne l'esprit. La nature, sans être l'esprit est déterminée par l'esprit, donc il s'ensuit que la nature n'est pas absolument autre mais incluse et donc pas essentiellement étrangère.
Le but de Hegel était de montrer que nous ne sommes pas reliés au monde comme s'il était séparé de nous, mais que nous continuons de nous retrouver dans ce monde. Avec le constat que tant l'esprit que le monde est ordonné selon les mêmes principes rationnels, notre accès au monde a été sécurisé, une sécurité qui a été perdue après que Kant a proclamé la Chose en soi, pour devenir inaccessible.

## Néo-hégélianisme
Le Néo-hégélianisme est une école de pensée associée et inspirée par les travaux de Hegel. Il se réfère principalement aux doctrines de philosophes idéalistes de Grande-Bretagne et des États-Unis entre 1870 et 1920. Le nom est aussi parfois utilisé pour couvrir d'autres philosophies de la période hégélienne, comme celles de Benedetto Croce et Giovanni Gentile.

### L'hégélianisme après Hegel
En philosophie de la religion l'influence de Hegel est devenue très puissante dans le monde anglophone. L'école de l'idéalisme britannique, en partie d'inspiration hégélienne, inclut Thomas Hill Green, Bernard Bosanquet, F.H. Bradley, William Wallace et Edward Caird. Il a été dirigé de façon importante vers la philosophie politique et les politiques sociales et politiques, mais aussi vers la métaphysique, la logique et l'esthétique.
En politique, un schisme s'est produit, même avant sa mort, entre hégéliens de droite et Jeunes hégéliens.
Aux États-Unis, l'école de pensée hégélienne a évolué vers le pragmatisme.

### Néo-hégéliens
- Francis Herbert Bradley (1846–1924), idéaliste absolu britannique qui a adapté la métaphysique de Hegel.
- Bernard Bosanquet (1848-1923), idéaliste britannique et philosophe spéculatif, qui a eu une influence importante en philosophie politique et en politique publique et sociale.
- Josiah Royce (1855–1916), défenseur américain de l'idéalisme absolu.
- Benedetto Croce (1866–1952), philosophe italien qui a soutenu le compte rendu de Hegel sur notre compréhension de l'Histoire.
- Giovanni Gentile (1875–1944), philosophe italien, penseur du fascisme, prête-plume de Mussolini pour l'écriture de La Doctrine du fascisme (1932).
- Alexandre Kojève (1902–1968), philosophe français d'origine russe, qui contribue à une nouvelle compréhension de Hegel en France pendant les années 1930.

## Critiques
Les représentants de la Philosophie analytique, forme dominante de la philosophie anglo-américaine du XXe siècle, ont critiqué le travail d'Hegel comme étant désespérément obscur. Les Existentialistes ont aussi critiqué Hegel pour avoir choisi un tout essentialiste au lieu de la particularité de l'existence. Épistémologiquement, un des problèmes principaux du système de Hegel est comment les déterminations de pensée ont une influence sur la réalité. Un problème persistant de sa métaphysique semble être la question de comment l'esprit s'externalise lui-même et comment les concepts qu'il produit peut dire quoi que ce soit de vrai sur nature.

### Schopenhauer
Schopenhauer note que Hegel a créé son Idéalisme absolu après que Kant eut discrédité toutes preuves de l'existence de Dieu. L'Absolu est un remplaçant non-personnel du concept de Dieu. C'est un sujet qui perçoit l'Univers comme un objet. Les individus en partagent dans les parties la perception. L'idée que l'Univers existe comme une idée dans l'esprit de l'Absolu, est similaire a l'idée, dans le panthéisme de Spinoza, que tout est Dieu ou la Nature.

### Moore et Russell
Il est notoirement connu que G.E. Moore exprimait sa contestation de l'absolutisme (ex: le temps, le changement/ l'évolution, l'isolement/ le sentiment d'être différent, l'imperfection... ne sont pas réels) en défendant le bon sens contre les conclusions radicalement contre-intuitives de l'absolutisme. G.E. Moore fut le premier à utiliser l'analyse logique contre les absolutistes; ce que Bertrand Russell promulgua, commençant ainsi la tradition de la philosophie analytique et son usage contre les philosophies de ses prédécesseurs directs.
Dans le récit de ses réflexions, B. Russell rapporte: "pendant les quelques années qui ont suivi mon abandon [de l'absolutisme], j'étais optimiste quant à l'affrontement de convictions opposées. Je pensais que quel que soit ce que Hegel avait renié devait être vrai" (Russell in Barrett and Adkins 1962, p. 477)
Et aussi: "G.E. Moore commença la rébellion, et je le suivis, avec un sentiment d’émancipation. [L'absolutisme] clamait que tout ce que le bon sens nous fait penser n'est que simple apparence. Nous sommes allés à l’extrême opposé et avons pensé que tout ce que le bon sens nous fait supposer réel, sans aucune influence philosophique ou théologique, est réel."